# Singel (Amsterdam)

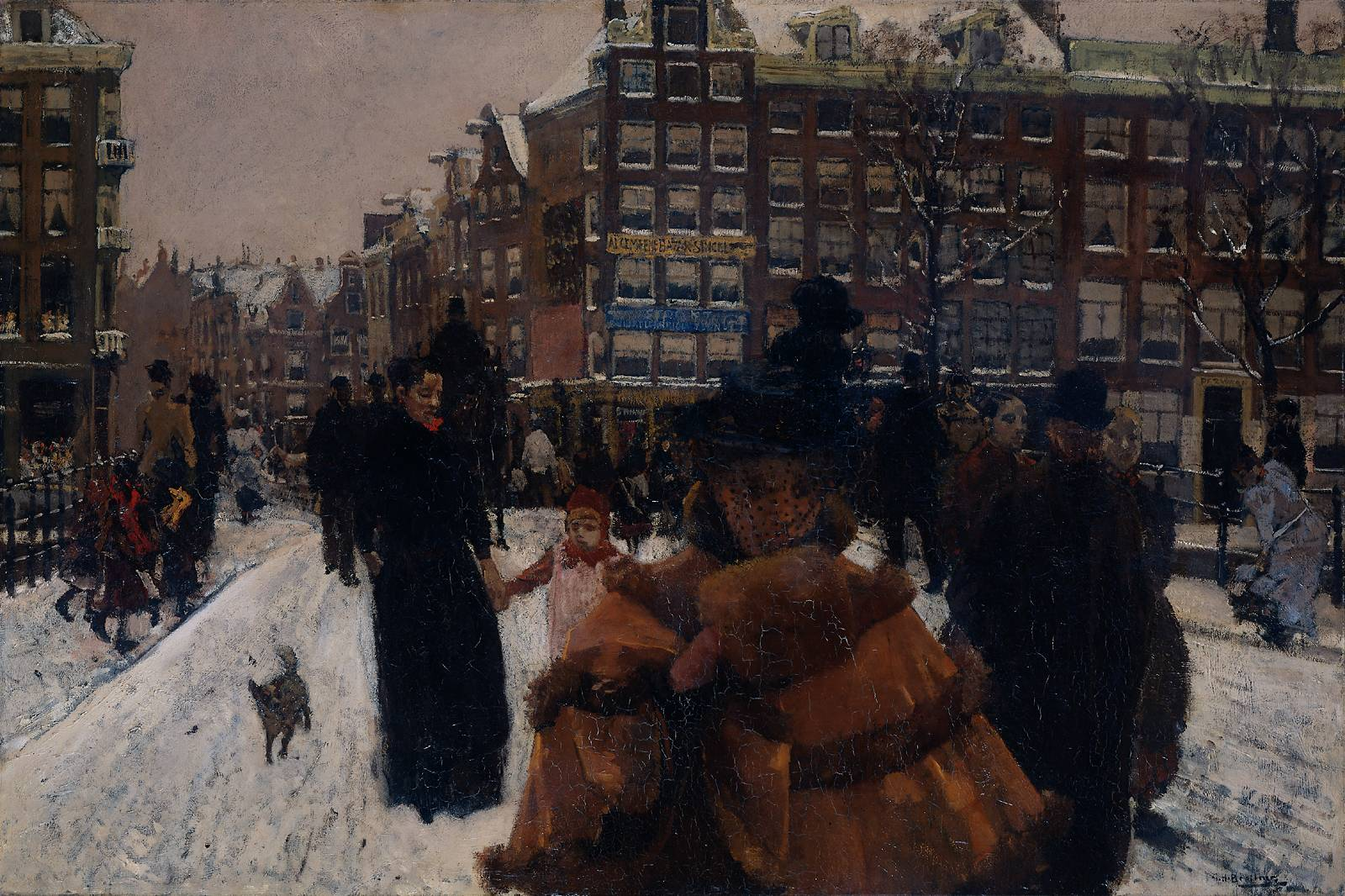
Le Pont Sigel près de la Paleisstraat à Amsterdam, peinture par Breitner, c. 1897

Le Singel est un canal d'Amsterdam qui délimitait les frontières de la ville au Moyen Âge. Il fut ainsi utilisé comme douve de la cité médiévale jusqu'en 1585, date à laquelle Amsterdam continua son expansion. Il est aujourd'hui le canal situé le plus à l'intérieur de la ceinture de canaux. Il se jette à l'est dans l'Amstel au niveau du Muntplein et au nord-ouest dans l'IJ. 

## Origine et précisions
Le substantif singel signifie à l'origine « cercle » ou « ceinture » en vieux néerlandais. Il s'applique aux canaux des anciennes ceintures urbaines de nombreuses villes flamandes ou hollandaises. Il existe ainsi de nombreux Singel.
Le Singel ne doit pas être confondu avec le canal Singelgracht qui délimitait les frontières de la ville au cours du siècle d'or néerlandais, et qui délimite aujourd'hui plusieurs stadsdelen et en particulier l'arrondissement Centrum.

## Bâtiments et lieux remarquables
- no 7  : maison qui est réputée la plus étroite d'Amsterdam. En réalité, il s'agit de l'arrière d'une maison située sur Jeroenensteeg.

- no 140-142  : maison dite De Dolphijn, monumentale habitation construite vers 1600. Elle a été habitée par Frans Banning Cocq, figure centrale du tableau La Ronde de nuit de Rembrandt.

- no 425  : bibliothèque de l'Université d'Amsterdam

Nouvelle Eglise luthérienne (Nieuwe of Ronde Lutherse Kerk). Construite en 1671, cette église a été aménagée en salle de concert et centre de congrès.
Entre Muntplein et Koningsplein se trouve le marché aux fleurs d'Amsterdam, Bloemenmarkt, unique marché aux fleurs flottant du monde.